# Exochosembia unicolor
Exochosembia unicolor is een insectensoort uit de familie Anisembiidae, die tot de orde webspinners (Embioptera) behoort. De soort komt voor in Honduras.
Exochosembia unicolor is voor het eerst wetenschappelijk beschreven door Ross in 2003.